# Wyssoke (Schytomyr)
Wyssoke (ukrainisch Високе; russisch Высокое Wyssokoje, polnisch Wysokie) ist ein Dorf in der ukrainischen Oblast Schytomyr mit etwa 1000 Einwohnern.

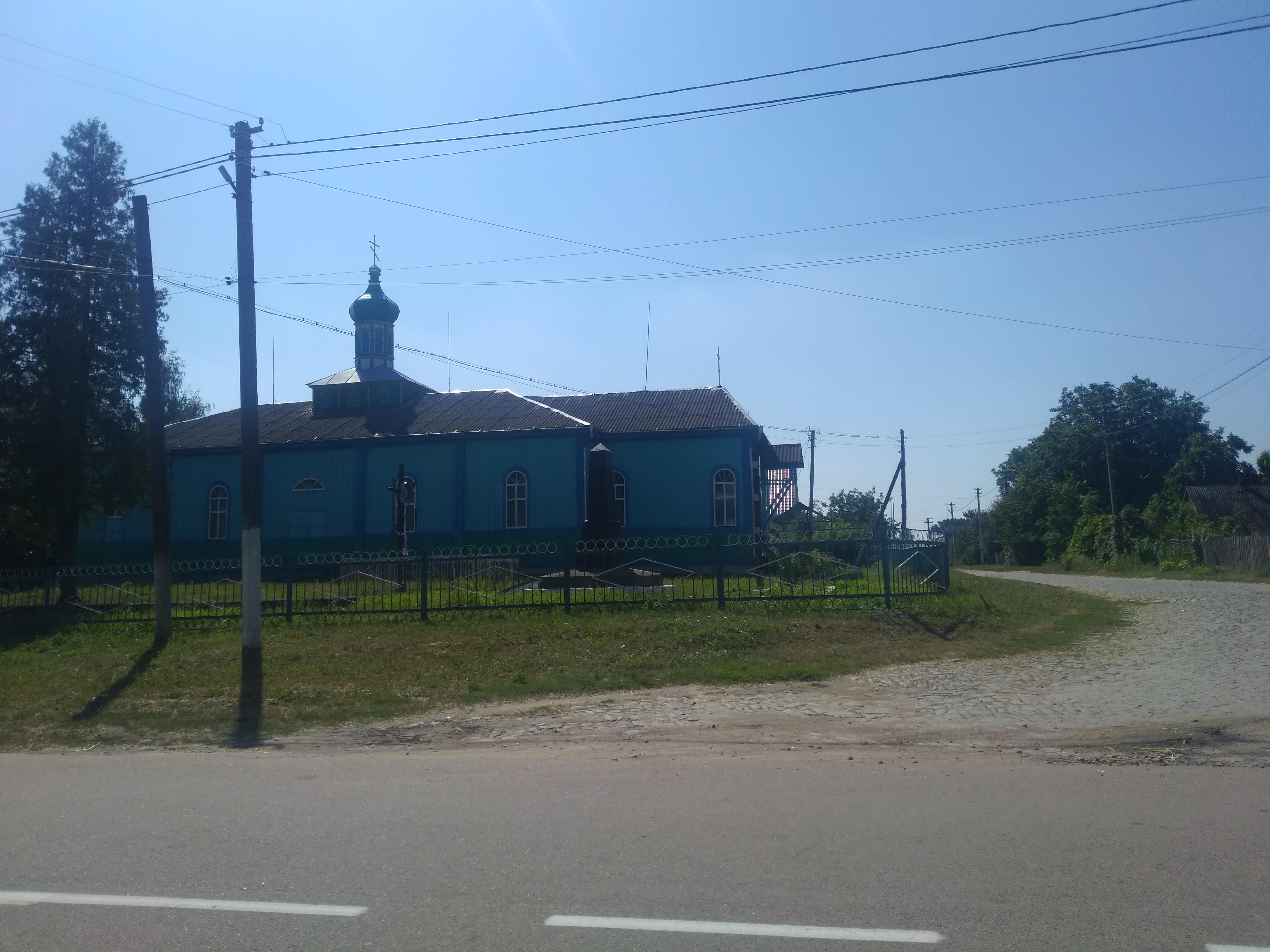
Kirche im Ort

Das erstmals 1615 schriftlich erwähnte Dorf liegt im Quellgebiet des Flusses Myka (Мика), 20 km nordöstlich vom Rajon- und Oblastzentrum Schytomyr entfernt.
Es lag ab 1795 im russischen Gouvernement Wolhynien, war ab 1923 ein Teil der Ukrainischen SSR, seit 1991 dann Teil der heutigen Ukraine.

## Verwaltungsgliederung
Am 6. August 2015 wurde das Dorf zum Zentrum der neugegründeten Landgemeinde Wyssoke (ukrainisch Високівська сільська громада/Wyssokiwska silska silska hromada), zu dieser zählten auch noch die 4 in der untenstehenden Tabelle aufgelistetenen Dörfer, bis dahin bildete es zusammen mit dem Dorf Osnyky die gleichnamige Landratsgemeinde Wyssoke (Високівська сільська рада/Wyssokiwska silska rada) im Südosten des Rajons Tschernjachiw.
Am 17. Juli 2020 kam es im Zuge einer großen Rajonsreform zum Anschluss des Rajonsgebietes an den Rajon Schytomyr.
Folgende Orte sind neben dem Hauptort Wyssoke Teil der Gemeinde:
| Name                     | Name       | Name                      |
| ukrainisch transkribiert | ukrainisch | russisch                  |
| ------------------------ | ---------- | ------------------------- |
| Horodyschtsche           | Городище   | Городище (Gorodischtsche) |
| Osnyky                   | Осники     | Осники (Osniki)           |
| Sabriddja                | Забріддя   | Забродье (Sabrodje)       |
| Schtschenijiw            | Щеніїв     | Щениев (Schtschenijew)    |